# Crenopharynx afra
Crenopharynx afra is een rondwormensoort uit de familie van de Phanodermatidae. De wetenschappelijke naam van de soort werd in 1964 voor het eerst geldig gepubliceerd door Inglis.